# Оскар (спектакль)
«Оскар» — спектакль театра кукол, философская притча по роману «Оскар и Розовая Дама» Эрика-Эммануэля Шмитта, поставленный Михаилом Урицким в Киевском муниципальном академическом театре кукол. «Лучший спектакль» и лауреат в номинации «Лучшая режиссёрская работа» премии «Киевская пектораль» за 2015 год.
Премьера спектакля состоялась 21 ноября 2015 года. По состоянию на декабрь 2017 года находится в актуальном репертуаре театра.

## Сюжет
Здороваясь с публикой, режиссер Михаил Урицкий отметил: «Не важно, сколько дней в нашей жизни. Важно, сколько жизни в наших днях».— Анастасия Гайшенец, рецензия «Cultprostir»
Неизлечимо больной мальчик Оскар проводит свои последние дни в больничной палате. Его стесняются собственные родители, он лишён общения с одногодками из соседних палат. Оскар обозлён и беспомощен. Единственный человек, с которым он начинает общение — розовая Дама — сиделка по уходу за безнадёжно больными пациентами.
Розовая Дама предлагает Оскару игру, по правилам которой каждый прожитый день приравнивается к 10 годам жизни, и по итогам каждого прожитого дня Оскар пишет письмо Богу, как бы подводя итоги. 110 лет за 12 дней жизни маленького Оскара переворачивают его жизнь и наполняют её вполне взрослыми событиями и вопросами.

## Действующие лица и исполнители
- Оскар — Игорь Федирко
- Розовая Дама — Юлия Шаповал

## Создатели спектакля
- Автор: Эрик-Эммануэль Шмитт (роман «Оскар и Розовая Дама»)
- Постановка: Михаил Урицкий
- Перевод на украинский язык: Елена Борисюк
- Режиссёр-постановщик: Михаил Урицкий
- Художник: Ольга Филончук
- Музыкальное оформление: песни Земфиры

## Хронология спектакля
Студенческая версия
- 2012, осень — Выпуск дипломного спектакля в Киевском национальном университете театра, кино и телевидения имени И. К. Карпенко-Карого

Спектакль Одесского областного театра кукол
- 2013, декабрь — Премьера спектакля в Одесском областном театре кукол

Спектакль Киевского муниципального театра кукол
- 2015, 21 ноября — Премьера спектакля в Киевском муниципальном академическом театре кукол
- 2016, 28 марта — 24-я церемония вручения премии «Киевская пектораль». Спектакль стал лауреатом в номинации «Лучший спектакль» и «Лучшая режиссёрская работа»

## История создания
Теоретически и практически безграничные возможности куклы здесь получают еще и удивительно этическое измерение: неживая материя сконструированного театрального персонажа сосредоточивает на себе всю боль истории, оставляя бесконечный простор для размышлений, внутренней свободы зрителя и актера. Три белые экрана легко движутся по сцене, превращаясь в подоконник больничной палаты, стену часовни, двери в дом Розовой Дамы. Больничная кроватка тоже претерпевает множество действенных трансформаций — вместе с его маленьким хозяином, который за последние двенадцать дней своего земного пути проживает 120 лет жизни со всеми радостями и хлопотами юной-взрослого-зрелой-старого человека.
На одном из театральных фестивалей в Николаеве Михаил Урицкий посмотрел драматическую постановку театр из Даугавпилса по роману Шмитта, в которой режиссёр-постановщик основной акцент спектакля сводил к теме смерти, по ходу действия нагнетая ситуацию и тремя финалами, после чего героя распинают на кресте. Внутренний протест и несогласие с такого рода трактовкой («да ведь не о том же писал Шмитт» — по версии Михаила Урицкого) и послужило отправной точкой к созданию собственной версии, в которой уход главного героя должен быть светлым и торжественным.
Экспериментальной площадкой для будущего спектакля выступила учебная сцена Киевского национального университета театра, кино и телевидения имени И. К. Карпенко-Карого, где «Оскар» стал дипломной работой студентов актёрского факультета Влада Никитюка и Александры Польгуй (педагог по мастерству актёра драматического театра Ирина Мельник). Премьера студенческой версии спектакля состоялась осенью 2012 года и сопровождалась полными аншлагами каждый раз, когда игралась. Работу заметили, и в мае 2013 года пригласили на VIII Международный фестиваль театров кукол «Подольская кукла» (укр. Подільська лялька) в Винницу.
В интервью после фестивального показа на вопрос об окончании учёбы студентов и дальнейшей судьбе спектакля, режиссёр ответил:

— Уйдут они – уйдет и спектакль. На него было потрачено много сил, душевных и физических, много времени, и мне очень жаль, что он так мало прожил…— Михаил Урицкий, режиссёр
Однако, после выпуска студентов, режиссёр принимает решение о создании новой версии спектакля уже на профессиональной сцене.
В декабре 2013 года выходит первая, после студенческой, профессиональная версия спектакля в Одесском областном театре кукол. Роли исполнили Иван Цуркан (Оскар) и Татьяна Стрелец (Розовая Дама). Театр данной работой обратил внимание на детей, больных лейкемией, подобно главному 10-летнему герою Оскару, и организовал сбор средств в соответствующий фонд.
Основанная постановка, собравшая букет наград и получившая широкое признание зрителей и критиков, была осуществлена на сцене Киевского муниципального театра кукол. Актёры Игорь Федирко (Оскар) и Юлия Шаповал (Розовая Дама) — единственный состав спектакля с даты премьеры, которая состоялась 21 ноября 2015 года.

## Особенности спектакля
Кукла дает возможность показать на сцене философскую притчу, с легкость говорить со взрослыми о сложном простыми словами. Спектакль состоит из номеров-дней и каждый день по своему особенный. То в голубом свете прожекторов, то в светло-жёлтого тонах происходит жизни маленького мальчика.
«Мы ставили спектакль о том, как прекрасна жизнь, — во всех её проявлениях, даже в болезни. Мне хотелось, чтобы это была история именно о любви к жизни» — характеризует постановку режиссёр Михаил Урицкий.
Художником спектакля выступила Ольга Филончук, основной концепцией которой стал полный отказ от «лишних бытовых деталей» в оформлении. «История рассказана от имени ребёнка, куклы имеют «детский» вид, а второстепенные персонажи возникают в виде рисунков на палочке, как будто тоже изготовлены детьми…» — отмечает сценограф. Взрослые персонажи показаны в гротесковой форме исходя из решения, что зритель видит доктора, родителей и друзей Оскара его глазами, характеризуя их всех как «придурки» и «идиоты».
Изначально для спектакля был изготовлен комплект всех персонажей — плоскостные куклы с частичной механикой, у каждой из которых был свой движущийся элемент (у доктора — шевелились брови, мама заламывала руки и пр.). Когда куклы появились на сцене, режиссёр принимает решение оставить лишь три из них, без которых точно не обойтись — Оскар, Розовая Дама и Пэгги Блу. От остальных отказались, дабы не рассеивать зрительское внимание. Эксперимент с полным комплектом персонажей — плоскими куклами (дети, мама, папа, доктор Дюссельдорф) был проведен в одесской версии спектакля. В киевской версии остались на сцене одна больничная койка, два актёра и три куклы.
От первоначальной задумки оформления спектакля музыкой Петра Чайковского, в соответствии с романом, в котором Оскар слушает «Щелкунчика», постановочная группа отказалась в процессе обсуждения. Студенты КНУТКиТа загорелись текстом Шмитта, но очень насторожено отнеслись к Чайковскому, который, по их мнению, звучал несовременно. Альтернативным вариантом выступил Фредди Меркьюри, эмоционально идеально соответствующий драматургии, при этом так же отброшенный по языковым причинам — дабы даже песенный текст, который звучит в спектакле, был понятен зрителю без дополнительных знаний. Так в спектакле появились песни Земфиры. «При том, что, честно говоря, не являюсь её фанатом, я понял: они идеально подходят, они торжественные и светлые» — комментирует Михаил Урицкий сделанный выбор. Данное сочетание, найденное в работе над студенческим спектаклем, сохранилось и во всех последующих, при этом вызывая множество споров. Однако, режиссёрская задумка выполнялась — музыкальное оформление проделывало путь от первоначального полного неприятия до светлого финала.

## Признание и награды
«Киевская пектораль»
Триумфальной стала для спектакля и его создателей 24-я церемония вручения премии в области театрального искусства «Киевская пектораль» (укр. Київська пектораль). Впервые в истории премии спектакль театра кукол номинировался в трёх категориях, в которых традиционно были представлены работы драматических театров («Лучший спектакль / спектакль драматического театра», «Лучшая режиссёрская работа» и «Лучшая женская роль». По мнению экспертов премии, спектакль оказался лучшим в двух из трёх номинаций.
Борьба за звание «Лучшего спектакля года» шла между «Оскаром» и спектаклями «Зачарованный», поставленным режиссёром 
Андреем Билоусом в «Молодом театре» по пьесе Ивана Карпенко-Карого «Безталанна» и постановкой Дмитрия Богомазова в театре им. И. Франко «Лес» по Александру Островскому.
В шорт-лист номинации «Лучшая режиссёрская работа», кроме режиссёра «Оскара» Михаила Урицкого, вошли Дмитрий Богомазов за спектакль «Пой, Лола, пой» по мотивам романа «Учитель Гнус, или Конец одного тирана» Генриха Манна в Театре драмы и комедии и Стас Жирков с постановкой «Сталкеры» по пьесе Павла Арье в совместном проекте «Молодого театра» и «Золотых ворот».
Номинантом категории осталась Юлия Шаповал за роль Розовой Дамы, уступив звание «Лучшая женская роль» Ирме Витовской, сыгравшей бабу Прысю в проекте «Сталкеры» театров «Золотые ворота» и «Молодой театр».
Фестивальная жизнь
Спектакль «Оскар» становится лидером опроса театрального комьюнити «Седьмой ряд восьмое место» под названием «Спектакли, которые рекомендуют зрители». В рамках социальной инициативы его показывают воспитанникам Прилуцкой исправительной колонии.
Постановка участвует в целом ряде театральных событий, среди которых ІІ Международный фестиваль театров кукол «И люди, и куклы» (укр. І люди, і ляльки) в июле 2016 во Львове; в мае 2006 на «Мельпомене Таврии» (укр. Мельпомена Таврії) в Херсоне; в октябре 2016 года на ХХІІІ Международном фестивале театров кукол «SPOTKANIA» (Театр «Бай Поморский», Торунь, Польша), в декабре 2016 года на фестивале театров кукол «Dnipro Puppet Fest» в Днепре и других.
На «Мельпомене Таврии» работа Юлии Шаповал была отмечена наградой за «Лучшую женскую роль», а фестиваль «SPOTKANIA» принёс награду за «Лучшую режиссуру» Михаилу Урицкому.